# الميثاق الدولي للفضاء والكوارث الكبرى
الميثاق الدولي "للفضاء والكوارث الكبرى" (بالإنجليزية: International Charter 'Space and Major Disasters')‏ هو ميثاق غير ملزم ينص على الحصول على بيانات الأقمار الصناعية ونقلها بشكل خيري وإنساني إلى منظمات الإغاثة في حالة وقوع كوارث كبرى. بدأته وكالة الفضاء الأوروبية ووكالة الفضاء الفرنسية «CNES» بعد مؤتمر يونيسبيس الثالث الذي عُقد في فيينا بالنمسا، في يوليو 1999، وبدأ تفعيله رسميًا في نوفمبر. تم التوقيع على الميثاق في الأول من أكتوبر عام 2000، بعد أن وقعت وكالة الفضاء الكندية على الميثاق في 20 أكتوبر 2000. وكانت الموارد الفضائية آنذاك، على التوالي، القمر الصناعي الأوروبي وإنفيسات وسبوت ومنظمة الفضاء الوطنية ورادار سات.
توفر الأصول الفضائية المتنوعة لمختلف وكالات وكيانات الفضاء العالمية والوطنية والدولية تغطية إنسانية واسعة النطاق وإن كانت مشروطة. فُعّل الميثاق لأول مرة بعد الانهيارات الأرضية في سلوفينيا في نوفمبر 2000، وقد استخدم الميثاق منذ ذلك الحين الموارد الفضائية في مواجهة العديد من الفيضانات والزلازل وحوادث تسرب النفط وحرائق الغابات والتسونامي وتساقط الثلوج بشكل كبير والانفجارات البركانية والأعاصير والانهيارات الأرضية، علاوة على ذلك (وعلى نحو غير معتاد) للبحث عن رحلة الخطوط الجوية الماليزية رقم 370، وعن تفشي فيروس إيبولا في غرب أفريقيا عام 2014. اعتبارًا من عام 2015، وجدت خمس عشرة وكالة فضاء موقعة؛ توفر العشرات من الأقمار الصناعية بدقة صور تتراوح من 8 كيلومتر (5 ميل) لكل بكسل إلى حوالي 0.3 متر (1 قدم) لكل بكسل. اعتبارًا من أغسطس 2018، كان هناك 579 عملية تفعيل في 125 دولة، مع 17 عضوًا، ساهموا بـ 34 قمرًا صناعيًا. وقد حاز على جائزة بيكورا المرموقة عام 2017.

## الموقعون المتعاقبون والموارد
- الإدارة الوطنية للمحيطات والغلاف الجوي بالولايات المتحدة (NOAA) — (POES)، (GOES) ومنظمة أبحاث الفضاء الهندية (ISRO) (سبتمبر 2001)[9] — (سلسلة الأقمار الصناعية الهندية للاستشعار عن بعد)
- وكالة الفضاء الأرجنتينية (CONAE) (يوليو 2003)[9] — (SAC-C)
- فبراير 2005 – الوكالة اليابانية لاستكشاف الفضاء الجوي (جاكسا) [9] — (ALOS)
- ؟ 2005 - هيئة المسح الجيولوجي الأمريكية (USGS) كجزء من فريق الولايات المتحدة - (لاندسات ، كويك بيرد ، جيوجي 1)
- نوفمبر 2005 – وكالة الفضاء البريطانية BNSC (UK-DMC) مع شركة DMCii
- مايو 2007 – إدارة الفضاء الوطنية الصينية (CNSA) – (سلسلة الأقمار الصناعية FY، SJ، ZY)
- ؟ – شركة دي إم سي الدولية للتصوير
- ؟ – وكالة الفضاء الجزائرية المركز الوطني للتقنيات الفضائية — (ALSAT-1)
- ؟ – الوكالة الوطنية النيجيرية لأبحاث وتطوير الفضاء – (NigeriaSat)
- ؟ – وكالة الفضاء التركية TUBITAK — (BILSAT-1)
- ؟ – الشركة البريطانية BNSC/ساري لتكنولوجيا الأقمار الصناعية المحدودة — (UK-DMC)
- ؟ – الشركة البريطانية BNSC/Qinetiq — (طوب سات)
- 2012 مركز الفضاء الألماني (DLR) - (TerraSAR-X ،TanDEM-X)
- 2012 المعهد الكوري لأبحاث الفضاء الجوي (KARI) - (أريرانغ 3، 3A، 5)
- 2012 المعهد الوطني للبيسكيت، البرازيل (INPE)
- 2012 المنظمة الأوروبية لاستغلال الأقمار الصناعية للأرصاد الجوية (يومتسات) [10]
- 2013 وكالة الفضاء الروسية [11] (Resurs-DK No.1، ريسورس-P رقم 1، Kanopus-V, Meteor-M1) [12]
- 2016 الوكالة البوليفارية للأنشطة الفضائية (ABAE) - (VRSS-1)